# Потажники
Потажники (пол. Potażniki) — село в Польщі, у гміні Кшимув Конінського повіту Великопольського воєводства.
Населення — 151 особа (2011).
У 1975-1998 роках село належало до Конінського воєводства.

## Демографія
Демографічна структура станом на 31 березня 2011 року:
|          | Загалом | Допрацездатний вік | Працездатний вік | Постпрацездатний вік |
| -------- | ------- | ------------------ | ---------------- | -------------------- |
| Чоловіки | 78      | 18                 | 55               | 5                    |
| Жінки    | 73      | 19                 | 42               | 12                   |
| Разом    | 151     | 37                 | 97               | 17                   |